# Hárbarðsljóð

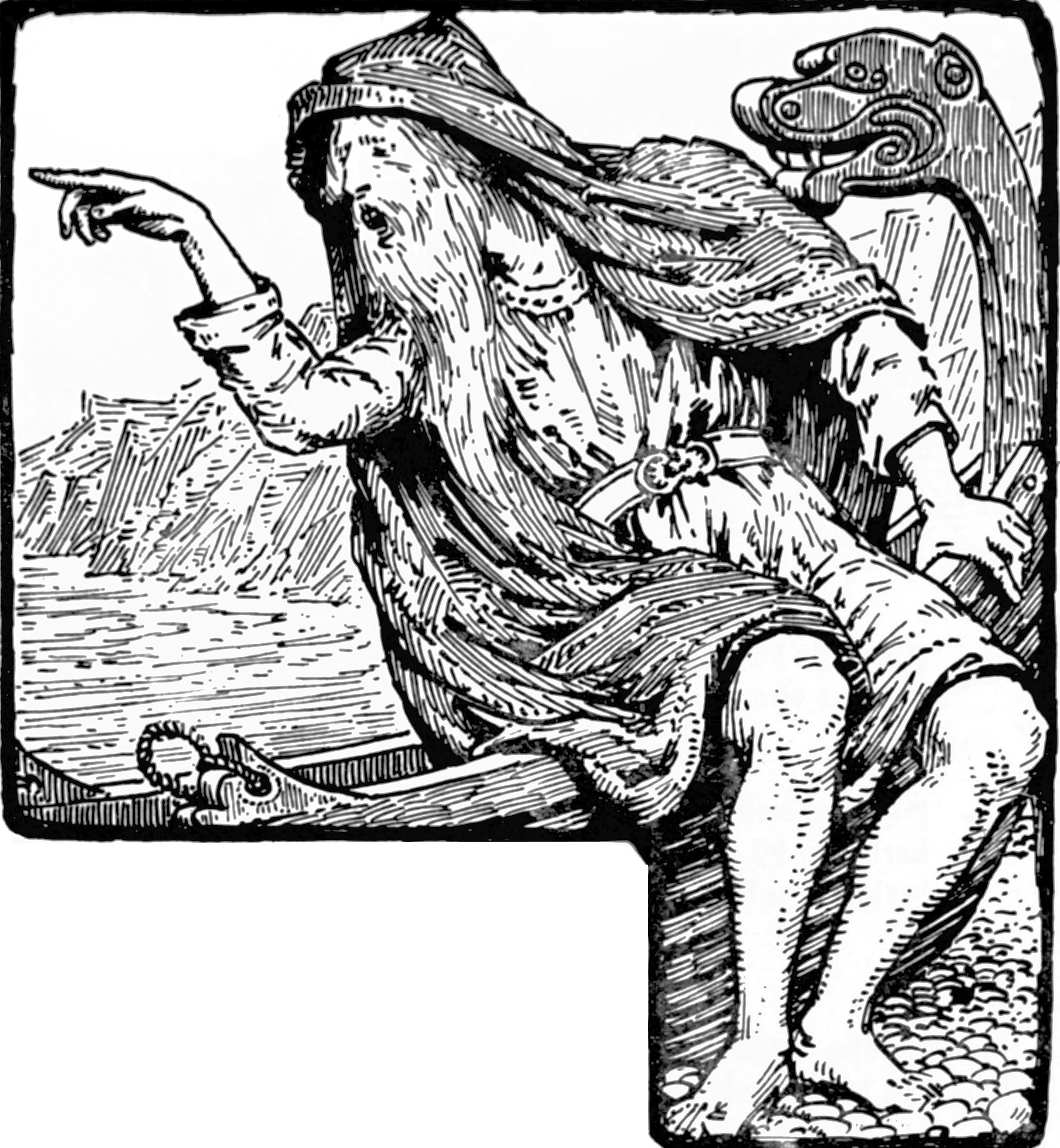
Grijsbaard drijft de spot met Thor

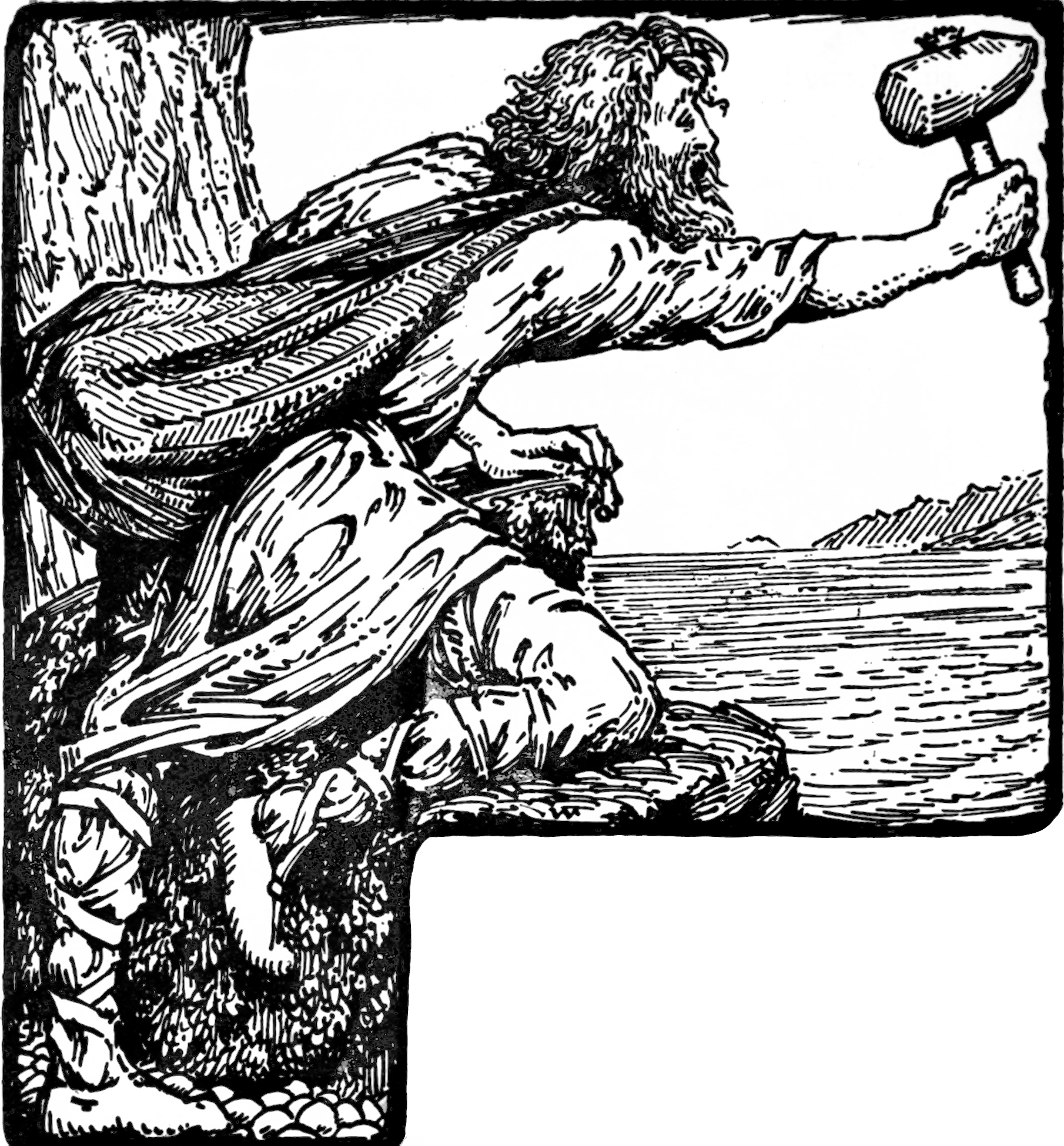
Thor bedreigt Hárbarð

Hárbarðsljóð is in de Edda het Lied van Hárbarð, het Vers van Grauwbaard of Grijsbaard.
Het is een scheldpartij tussen de geslepen jarlengod Odin en diens zoon de brave, wat naïeve boerengod Thor.
Scheldgesprekken waren wel een normaal verschijnsel in de menselijke samenleving, waarbij de deelnemers zich op hun daden beroemden en trachtten elkaar te overtreffen. De scheldversvom toegepast op goden zou qua stijl kunnen zijn ontstaan onder druk van de publieke opinie, beïnvloed door het christendom, die het oerbeeld van de godheden vervormde en deed afkalven.
Thor beroemt zich op zijn dappere tochten als hij weer eens op reuzenslag gaat om orde op zaken te zetten met zijn handige hamer. De wereld zou anders niet lang bestaan als bewoonbaar oord voor zijn talloze wezens. Odin doet zich voor als man van de wereld die zich op zijn talloze liefdesavonturen beroemt, terwijl hij de soms met bewondering luisterende Thor bespot. Thor doet zich gewoon voor zoals hij is, maar Odin verbergt zijn identiteit en veinst dat hij Grijsbaard is. Hij staat daar als een veerman aan de oever, en weigert pertinent om Thor over te zetten.
Stanza 51: Thor
Luister naar raad:
roei hierheen met je boot,
hou op met je spot,
en haal mij nu over!
Stanza 52: Veerman:
Ga weg hiervandaan,
ik weiger te roeien.
Stanza 53: Thor:
Wijs mij dan de weg,
als je weigert te helpen.
Stanza 54: Veerman:
Kort is de weigering,
maar lang is de weg,
een uur tot de stok,
een uur tot de steen,
en wend je dan links
tot in Werland je komt;
daar zal dan Fjorgyn
haar zoon ontmoeten
en zij zal hem wijzen
de weg naar Odins land.
Stanza 55: Thor:
Zal ik daar vandaag nog komen?
Stanza 56: Veerman:
Met arbeid en moeite,
bij het opgaan der zon,
zo zal het wel zijn.
Stanza 57: Thor:
Kort wordt ons gesprek,
want spot is je antwoord;
maar ik zet je de weigering betaald,
als wij weer treffen elkaar.
Stanza 58: Veerman:
Ga nu maar daarheen,
waar de drommel je haalt!

## Bron
- Edda